# Saumane, Alpes-de-Haute-Provence
Saumane är en kommun i departementet Alpes-de-Haute-Provence i regionen Provence-Alpes-Côte d'Azur i sydöstra Frankrike. Kommunen ligger  i kantonen Banon som ligger i arrondissementet Forcalquier. År 2022 hade Saumane 125 invånare.

## Befolkningsutveckling
Antalet invånare i kommunen Saumane
Referens: INSEE